# Joël Vigne
Pour les articles homonymes, voir Vigne (homonymie).
Joël Vigne est un auteur-compositeur-interprète de l'île de La Réunion

## Biographie
C'est en 1986 qu'il fait son apparition à la Réunion avec son 45 tours vinyle Parlez d'amour.
En 1995, il sort l'album Katrépis, sur lequel figure le titre Manzel l'amour lequel devient un tube à la Réunion. 20 000 albums sont vendus.
En 1998, il enregistre une nouvelle version de Manzel l'amour avec Cassiya, groupe vedette de l'île Maurice ; l'album est une fois de plus un succès.
Joël Vigne est souvent sollicité à chanter lors des élections de Miss Réunion, où il dévoile au public son savoir-faire en matière de séga d'ambiance.
L'artiste, qui se sent très proche de la nature, compose également des titres ayant pour thème la préservation de l'environnement ; à l'exemple de son titre Kado bon dié (cadeau de dieu).
Les chansons de Joël Vigne sont souvent diffusées, appréciées du public et parfois reprises au son de l'accordéon lors de bals de la 3e jeunesse à travers toute l'île de la Réunion.
En 2011, il sort son huitième album, La tér mon paradi, toujours empreint d'écologie, sur lequel il collabore, entre autres, avec Gérard Louis du groupe Cassiya, qui signe l'orchestration, et Jimmy Corré du groupe Maloyab, qui lui écrit le titre "Lontan nou té bio", une réflexion sur la société de consommation…

## Discographie
- Katrépis, 1995
- Lé dou, lé amèr
- Mon rêve, 1998
- sove sak y rest, 2000
- kado bondié, 2002
- fé la fete, 2004
- métisse, 2006
- La tér mon paradi, 2011